# Hotel Mario
Hotel Mario kom 1994 och var ett Mario-spel till CD-i-konsolen, utvecklat i ett samarbete mellan Philips och Nintendo.

## Handling
I spelet skall Mario ta sig igenom de sju Koopahotellen i Svampriket. En bana består av olika dörrar och våningar, man åker mellan våningarna med hissar. Spelet går ut på att man ska stänga alla dörrar på en bana, ut ur dörrarna kommer fiender, men även bonusar såsom svampar, eldblommor och en del annat.

## Historik
Hotel Mario uppstod i ett samarbete mellan Nintendo och Philips i syfte att utöka SNES-konsolen med CD-skivor, istället för kassetter.
Samarbetet gick inget vidare och upphörde, Philips fortsatte utvecklingen på egen hand och skapade CD-i-konsolen. Eftersom man hade haft ett samarbete med Nintendo fanns rättigheterna till att skapa ett Mario-spel kvar, vilket resulterade i Hotel Mario.
Spelet skiljde sig i stora delar från de vanliga Super Mario-spelen och fick därför ett något kallt bemötande från användarna.
Spelets videosekvenser används ofta i Youtube, kallade Youtube Poops (Mash-up videos).